# Vance Joy
James Gabriel Keogh (Melbourne, 01 de dezembro de 1987), mais conhecido como Vance Joy, é um cantor e compositor australiano. Ele lançou o seu EP de estreia God Loves You When You're Dancing em março de 2013. Sua música "Riptide" alcançou o primeiro lugar no Triple J Hottest 100 de 2013. Joy lançou seu álbum de estúdio de estreia Dream Your Life Away em 5 de setembro de 2014 na Austrália e em 15 de setembro de 2014 para o resto do mundo. No ARIA Music Awards de 2015 ele ganhou o prêmio de Melhor Artista Masculino. Lançou seu segundo álbum de estúdio em fevereiro de 2018 chamado "Nation Of Two", seu terceiro trabalho intitulado "In Our Own Sweet Time" foi lançado mundialmente em 10 de junho de 2022. 
Joy se apresentou pela primeira vez no Brasil em março de 2017, sendo uma das primeiras atrações do Palco Axe, do segundo dia do Lollapalooza Brasil, com um repertório que teve como carro-chefe o hit “Riptide”.

## Primeiros anos de vida
O músico nasceu em 1º de dezembro de 1987 em Melbourne (Austrália), como James Gabriel Keogh. Antes de sua carreira musical, Joy era um promissor jogador de futebol australiano. Em 2008 e 2009, ele jogou para o Coburg Football Club na Liga de Futebol Vitoriana (VFL), ganhando o prêmio de melhor primeiro ano em 2008. Joy foi o capitão da escola e formou-se em St. Kevin's College em 2005, mais tarde ele se formou na Universidade de Monash com um bacharel em Artes e bacharel em Direito.
Vance Joy adotou seu nome artístico inspirado em um personagem do livro "Bliss", do escritor Peter Carrey. “Eu estava em uma fase Peter Carey e lendo vários de seus livros. Um deles, chamado Bliss, que tinha como seus personagens principais um cara chamado Harry Joy e seu avô, Vance Joy. Ele era um contador de histórias e um velho louco” disse o cantor em uma entrevista quando questionado de onde surgiu o nome.

## 2013:God Loves You When You're Dancing
Em 21 de janeiro de 2013, Joy lançou seu single de estreia "From Afar". Em 22 de março de 2013, ele lançou o seu primeiro EP God Loves You When You Dancing. A canção "Riptide" tornou-se um sucesso nas rádios australianas, atingindo o número 6 no ARIA Singles Chart e ganhando certificado triplo de platina pela Australian Record Industry Association (ARIA). A canção foi utilizada para uma campanha publicitária da GoPro nos EUA.
"Riptide" foi inspirada por um hotel de estrada que Joy visitou quando era criança. "Quando criança, costumava ir de férias em família pela costa da Austrália", Joy disse ao blog do Brand Alley. "Enquanto estávamos lá, ficamos neste motel chamado Riptide. Então é daí que essa parte da ideia veio".

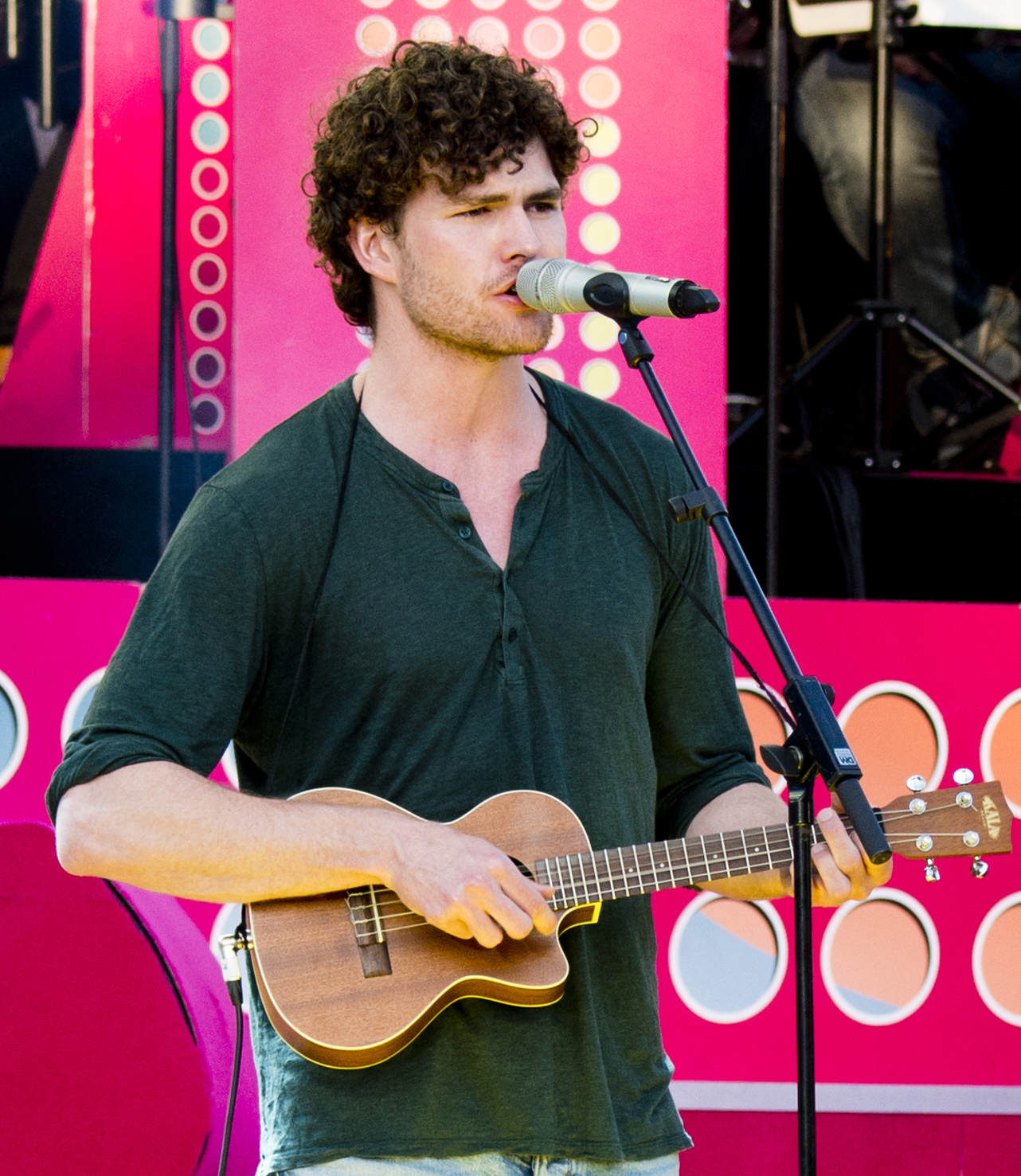
Joy se apresentando na Suécia em 2014.

## 2014 — presente:Dream Your Life Away
Em 15 de julho de 2014, Joy anunciou o título de seu álbum de estreia, Dream Your Life Away, que foi lançado em 5 de setembro de 2014 na Austrália, 9 de setembro de 2014 nos Estados Unidos e 15 de setembro de 2014 em outros lugares. Em julho de 2014, ele lançou "Mess Is Mine" como o terceiro single do álbum e a música atingiu o número 37 na Austrália. Ele apresentou seu álbum de estreia ao vivo a partir de 5 de setembro de 2014 em diante, começando em Melbourne e depois em todo o mundo. Em 7 de setembro de 2014, Joy lançou "First Time" como o quarto single do álbum, no Reino Unido.
Em novembro de 2014, Taylor Swift anunciou que Joy faria o show de abertura de sua turnê musical, The 1989 World Tour, na América do Norte, Reino Unido e Austrália. Em 2015, no show de Swift em Seattle,  Joy revelou que havia escrito bastante canções e toda a gravação do seu Dream Your Life Away havia acontecido em um estúdio em Woodinville, Washington em 2012. No dia 9 de novembro de 2014, ele cantou "Riptide" no MTV Europe Music Awards em Glasgow, na Escócia.
Em meados de maio de 2015, interpretou “Reptide” juntamente com Quentin Alexander durante a décima-quarta temporada do programa American Idol, e em março daquele ano lançou o single “Georgia”, junto com o seu videoclipe, que teve êxito moderado na Austrália ao ficar na posição 15 das paradas de sucesso musical. Joy compôs um tema intitulado “Great Summer” para a trilha sonora do filme Cidades de Papel (Paper Towns), um videoclipe da música foi publicado em julho de 2015 com as participações de Cara Delevingne e Nat Wolff.

## Discografia

### Álbuns de estúdio
- Dream Your Life Away — 2014 — Liberation Music

- Nation Of Two — 2018 — Liberation Music

- In Our Own Sweet Time — 2022

### EPs
- God Loves You When You're Dancing — 2013 — Liberation Music

### Singles
- "From Afar" — 2013
- "Riptide" — 2013
- "Mess Is Mine" — 2014
- "First Time" — 2014
- "Georgia" — 2015
- "Fire and the Flood" — 2015
- "Straight into Your Arms" — 2016
- "Lay It On Me" — 2017
- "Like Gold" -- 2017
- "I'm With You" -- 2018